# 徐益明
徐益明（1942年—），广东雷州人，中国跳水运动员、教练，中国国家跳水队前总教练，被誉为世界“现代跳水技术之父”。2003年入选國際游泳名人堂。